# 反逆のヒーロー (長山洋子の曲)
「反逆のヒーロー」（はんぎゃくのヒーロー）は、日本の歌手長山洋子のアイドル歌手時代にリリースされた12枚目のシングル。 発売日は1988年1月12日。

## 解説
- 表題曲は、イギリスのバンドジョニー・ヘイツ・ジャズ（Johnny Hates Jazz）が1987年に発表したシングル「I Don't Want to be a Hero」のカバー曲。[2]

- 本作もオリコンチャートトップ10入り（10位）を果たした。(2022年6月現在、トップ10入りしたシングルは本作が最後となっている。)

- 売上枚数は約3.5万枚。

## 収録曲
1. 反逆のヒーロー
  - 作詞・作曲：クラーク・ダッチェラー / 日本語詞：篠原仁志 / 編曲：小林信吾
2. 綺麗なプライド
  - 作詞：竹花いち子 / 作曲：松本俊明 / 編曲：小林信吾